# Nordkette
Nordkette (även känd som Inntalkette eller Solsteinkette) är en bergskedja i Österrike. Den ligger i förbundslandet Tyrolen, i den västra delen av landet, norr om Innsbruck.
Nordkette är populär för vandring och skidåkning.
Bergskedjan är den sydligaste delen av bergsområdet Karwendel. Den har en östvästlig utsträckning och sin högsta topp i berget Kleiner Solstein med 2637 meter över havet. I västra delen är den norra sidan mycket brant med 900 meter höga väggar. Sedan följer en region med många små förgreningar som sträcker sig norrut. I Nordkette finns många skyddsstugor, vandringsleder och fäbodar. Med linbanan Nordkettenbahn finns ett bra anslut till Innsbruck.